# Golff

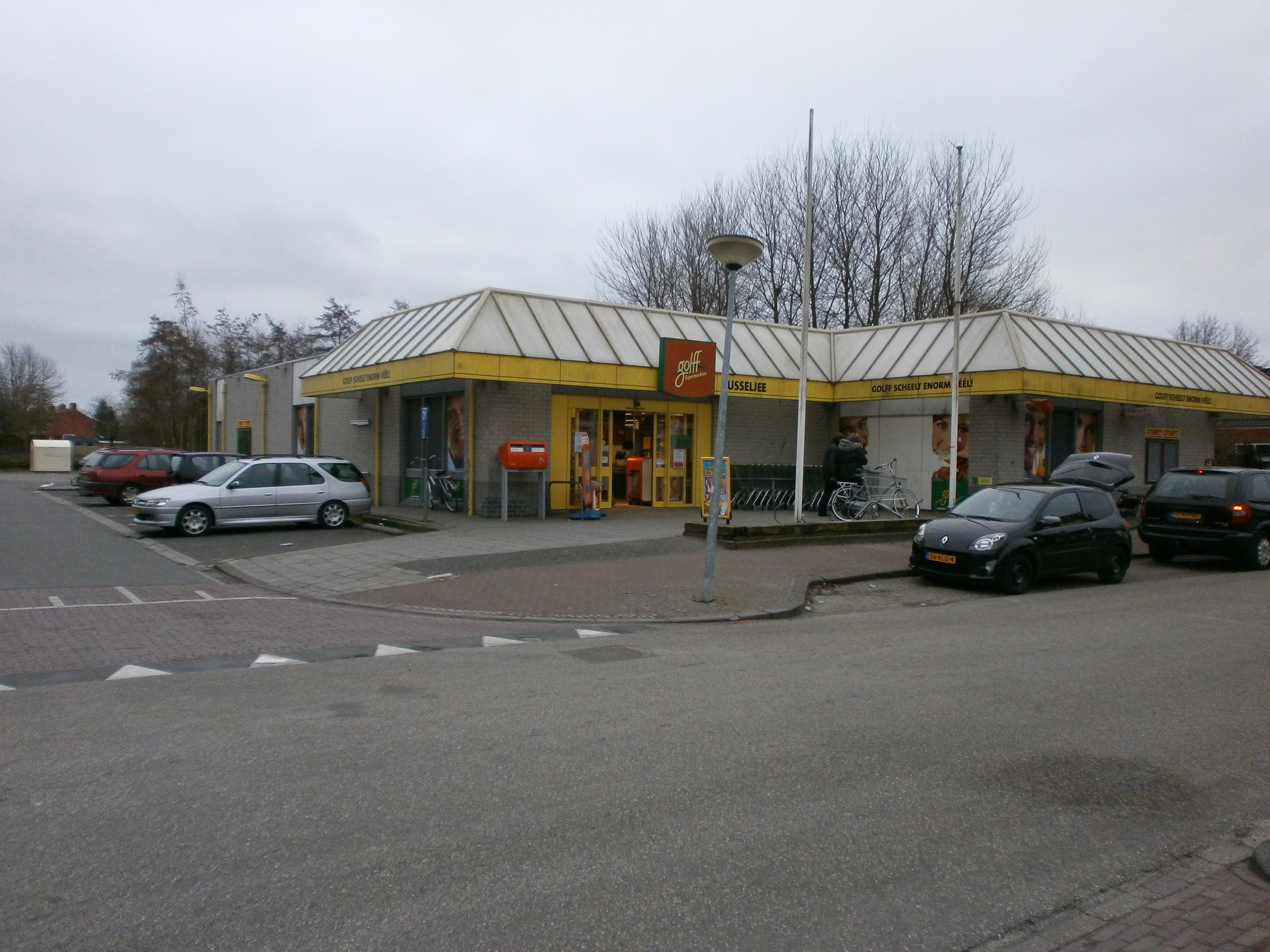
De Golff in Leens op een zaterdag.

Golff was een supermarktketen in Nederland. Alle vestigingen waren franchisevestigingen onder de Prisma-vlag. Op zaterdag 30 maart 2013 sloot de laatste vestiging die de formule nog hanteerde.

## Kenmerken
Golff was een supermarkt die net boven het gemiddelde van de markt was gepositioneerd. Dit betrof dan voornamelijk het serviceniveau en de presentatie van artikelen.
Een Golff had tussen de 400 m² en 1500 m² vloeroppervlak, en had tussen de 20 en 100 mensen in dienst. Deze mensen werkten vaak in deeltijd.

## Assortiment
Naast de standaard A-merken bood Golff ook een aantal B-merken of huismerken aan. Ook enkele C-producten werden aangeboden. Dit was gedeeltelijk afhankelijk van de ondernemer. Gemiddeld had een Golff ongeveer 12.000 producten in de winkel. De wekelijkse aanbiedingenfolder van Golff was vergelijkbaar met die van EMTÉ.
De nadruk lag op de versproducten en de groente- en fruitafdeling. Dit waren voor de klant de meest in het oog springende onderdelen van een Golff-supermarkt.

## Periode 2006-2013
Sligro kondigde in 2006 aan dat 22 van de toen aangekochte Edah-filialen zou worden omgebouwd naar de Golff-formule. Het aantal filialen zou dan uiteindelijk uitkomen op 79. Het bleek snel dat een (groot) aantal Golff-winkels door concurrentie in de problemen kwamen. Golff-supermarkten in onder meer Aalten, Elst en Vriezenveen moesten kort na de heropening de deuren sluiten. In het laatste zomer- en kerstrapport van Gfk scoorde Golff respectievelijk de 23e en 21e plek (alleen Spar, Lidl en Aldi scoorden slechter). Op dat moment waren er nog 69 Golff-supermarkten over hoewel de vestiging in Assen inmiddels verkocht was aan Poiesz. In 2010 werd begonnen met de ombouw van 35 van de toen nog 45 Golff Supermarkten naar EMTÉ. De overige 10 Golff supermarkten moesten uitwijken naar een andere formule.

## Uitwisseling met Spar
Doordat de winkels van de voormalige zusterformule Meermarkt zijn overgedragen aan Spar, werden enkele grotere Meermarkten omgebouwd tot Golff (bijvoorbeeld de winkels in Hoornaar en Arcen). In ruil daarvoor gingen kleinere winkels van Golff weer naar Spar (bijvoorbeeld de winkel in Koekange).
Holding: Prisma Food Retail
Supermarktformules: Attent · Attent Super op vakantie! · Golff · MeerMarkt